# Campionat del món d'escacs de 1937
El Campionat del món d'escacs de 1937, disputat com a revenja del Campionat del món de 1935 es va jugar mitjançant un matx entre l'aspirant Aleksandr Alekhin de França i el campió regnant i defensor del títol, Max Euwe, dels Països Baixos. El matx es va jugar a diferents ciutats dels Països Baixos. La primera partida va començar el 5 d'octubre de 1937, i la darrera el 4 de desembre del mateix any. Alekhin va guanyar el matx 15½ - 9½, recuperant el seu títol, el qual conservaria ja fins a la seva mort el 1946. Aquest va ser l'últim campionat mundial d'escacs disputat sense les regulacions de la FIDE.

## Matx
El matx es va disputar al millor de 30 partides, amb les victòries comptant 1 punt, els empats ½ punt, i les derrotes 0, i acabaria quan un jugador arribés a 15½ punts i guanyés 6 partides. Els dos objectius s'havien de complir per proclamar-se campió. Si el matx acabés en un empat 15-15, el campió defensor (Euwe) retindria el títol.
| Jugador           | 1 | 2 | 3 | 4 | 5 | 6 | 7 | 8 | 9 | 10 | 11 | 12 | 13 | 14 | 15 | 16 | 17 | 18 | 19 | 20 | 21 | 22 | 23 | 24 | 25 | Total (Vic) |
| ----------------- | - | - | - | - | - | - | - | - | - | -- | -- | -- | -- | -- | -- | -- | -- | -- | -- | -- | -- | -- | -- | -- | -- | ----------- |
| Max Euwe          | 1 | 0 | ½ | ½ | 1 | 0 | 0 | 0 | ½ | 0  | ½  | ½  | 1  | 0  | ½  | ½  | 1  | ½  | ½  | ½  | 0  | 0  | ½  | 0  | 0  | 9½ (4)      |
| Aleksandr Alekhin | 0 | 1 | ½ | ½ | 0 | 1 | 1 | 1 | ½ | 1  | ½  | ½  | 0  | 1  | ½  | ½  | 0  | ½  | ½  | ½  | 1  | 1  | ½  | 1  | 1  | 15½ (10)    |

## Declaracions d'Euwe després del matx
| «          | La tècnica perfecta i el talent combinatiu d'Alekhin ja són tan ben coneguts que és innecessari parlar-ne. La seva conducta en els finals era brillant. Fins i tot, admiro com finalitzava les partides ajornades. Jo havia d'analitzar-les també, així que les conec bé. Quan penso com el meu oponent va crear idees enginyoses i com les va finalitzar en formes inesperades, només tinc una gran admiració per l'estil de joc d'Alekhin. | » |
| — Max Euwe | |   |